# Alfred Todt
Alfred Todt (* 13. Juni 1905 in Tungendorf; † 14. Februar 1961 in Neumünster) war von 1940 bis 1942 ein deutscher Landrat im besetzten Polen.  

## Leben
Todt wurde 1934 Reichshauptstellenleiter der NSDAP (Mitgliedsnummer 558.911) in München und stieg dort zum Leiter der Abteilung M auf, die die Partei auf den Krieg vorbereitete. Nach der deutschen Eroberung Polens wurde er im Februar 1940 zum kommissarischen Landrat im Landkreis Lask, Reichsgau Wartheland ernannt. Er bekleidete zudem auch den Posten des NSDAP-Kreisleiters. Todt war Mitglied der SS (Mitgliedsnummer 279.316) und wurde 1942 zum Kriegsdienst in der Waffen-SS eingezogen, er war allerdings gesundheitlich für den Frontdienst nicht geeignet und wurde als Fürsorgereferent im SS-Oberabschnitt Spree eingesetzt.